# Oeiras (Piauí)
Pour les articles homonymes, voir Oeiras (homonymie).
Oeiras est une ville brésilienne du sud-est de l'État du Piauí. Elle se situe par une latitude de 07° 01' 30" sud et par une longitude de 42° 07' 51" ouest, à une altitude de 166 mètres. Sa population était estimée à 35 218 habitants en 2006. La municipalité s'étend sur 2 720 km2.

## Maires

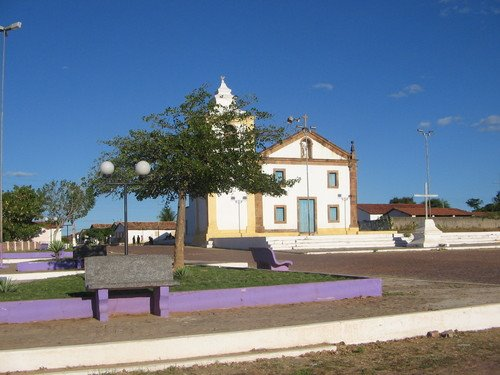
Oeiras - Vue

| Période | Période | Identité                 | Étiquette | Qualité |
| ------- | ------- | ------------------------ | --------- | ------- |
| 2009    | 2010    | B. Sá                    | PSB       |         |
| 2010    | 2012    | Antonio Portela Sobrinho | PPS       |         |